# Joe Willie Wilkins
Joe Willie Wilkins (* 7. Januar 1921 oder 1923 in Davenport, Mississippi, USA; † 28. März 1979 in Memphis, Tennessee, USA) war ein US-amerikanischer Bluesgitarrist, Sänger und Songwriter. Er beeinflusste etliche aufstrebende Gitarristen, darunter B. B. King und Albert King.

## Biografie
Wilkins wurde in Davenport, Coahoma County, Mississippi, geboren. Er wuchs auf einer Plantage in der Nähe von Bobo, Mississippi, auf. Sein Vater Frank Wilkins, ein Pächter und Gitarrist, war ein Freund von Charley Patton. Der junge Wilkins lernte bereits als Kind Gitarre, Mundharmonika und Akkordeon zu spielen. Seine frühen Fähigkeiten auf der Gitarre und seine Hingabe, von Schallplatten zu lernen, brachten ihm den Spitznamen „Walking Seeburg“ ein (die Seeburg Corporation war ein früher Hersteller von Jukeboxen).
1941 zog Wilkins nach Helena, Arkansas, und musizierte mit Sonny Boy Williamson II. und Robert Lockwood Jr. in der Radioshow King Biscuit Time. In den 1940er Jahren war Wilkins regelmäßig auf Sendung und spielte neben Williamson, Willie Love, Robert Nighthawk, Elmore James, Houston Stackhouse und Howlin’ Wolf. Er spielte die Gitarre bei Aufnahmen von Williamson und Love, und er spielte den Bass bei Aufnahmen von Big Joe Williams.
Wilkins gründete 1950 mit Willie Nix and Love die Three Aces und kehrte zu Williamson beim Radiosender KWEM zurück, worauf er Mitglied der Studioband von Sun Records wurde. Er war auch Session-Musiker für Trumpet Records und machte Aufnahmen mit Williamson, Love, Nix, Arthur „Big Boy“ Crudup, Roosevelt Sykes, Big Walter Horton, Little Walter, Elmore James und anderen.
Wilkins trat mit Charley Booker bei dessen letztem Auftritt 1973 bei einem Bluesfestival an der University of Notre Dame in South Bend, Indiana, auf.
Seine Freundschaft mit Houston Stackhouse hielt über die Jahre an. Wilkins und Stackhouse spielten auf verschiedenen Blues-Festivals und waren Teil der reisenden Memphis Blues Caravan.
Nachdem er sich Ende der 1970er Jahre einer Kolostomie unterzogen hatte, trat Wilkins weiterhin auf. Joe Willie Wilkins starb 1979 in Memphis.
Die Quellen sind uneins über Wilkins’ Geburts- und Todesdatum. Verschiedene Quellen geben 1921, 1922 oder 1923 als Geburtsjahr an, einige geben 1981 als Todesjahr an.